# Giovanni I di Foix
Giovanni di Foix o di Grailly; in catalano Joan I de Foix e in francese Jean Ier de Foix (1382 – Mazères, 4 maggio 1436) fu Conte di Foix, visconte di Béarn, Coprincipe di Andorra, Visconte di Castelbon e signore di Moncada, dal 1412 e Conte di Bigorre, dal 1425 alla sua morte.

## Origine
Giovanni, sia secondo Pierre de Guibours, detto Père Anselme de Sainte-Marie o più brevemente Père Anselme, che secondo la Chroniques romanes des comtes de Foix, era il figlio primogenito del Captal de Buch e, per diritto di matrimonio (de jure uxoris) Conte di Foix, visconte di Béarn e Coprincipe di Andorra, Arcimbaldo di Grailly, e della Contessa di Foix, viscontessa di Béarn e Coprincipessa di Andorra, Viscontessa di Castelbon e signora di Moncada, Isabella di Foix-Castelbon, che, secondo Père Anselme, era la figlia del Visconte di Castelbon e signore di Moncada, Ruggero Bernardo II e della moglie, Gerarde di Navailles, Signora di Navailles e Sault, figlia di Garcia Arnaldo IV di Navailles, barone di Navailles e Sault e della moglie, Béarnaise de Miramont, mentre la Chroniques romanes des comtes de Foixci conferma che era sorella del Visconte di Castelbon e signore di Moncada, poi conte di Foix, visconte di Béarn e Coprincipe di Andorra ed inoltre pretendente della Corona d'Aragona, Matteo.
Arcimbaldo di Grailly, sempre secondo Père Anselme, era il figlio maschio del signore di Grailly e Captal de Buch, Pietro II di Grailly e della seconda moglie, Erembourga di Périgord, figlia del conte di Perigord Elia VII Talleyrand e della moglie, Brunissende di Foix, che, sia secondo Père Anselme, che secondo la Chroniques romanes des comtes de Foix era figlia del conte di Foix, Visconte di Castelbon, Signore e poi Coprincipe di Andorra e Visconte consorte di Béarn, Ruggero Bernardo III e della moglie, la viscontessa di Béarn, Margherita di Montcada.

## Biografia

Armi di Giovanni I

Suo padre, Arcimbaldo, nel 1412, fu nominato capitano generale per la Linguadoca. Arcimbaldo morì in quello stesso anno.
Dopo la morte di suo padre, Arcimbaldo, sua madre, Isabella, nel 1412, cedette tutti i suoi titoli ai figli, come era stato deciso col marito, lasciando la maggior parte a Giovanni, il figlio primogenito.
Giovanni abbandonò il nome e le armi dei Grailly, per adottare quello dei Foix, il casato della madre.
A seguito di un accordo con il conte d'Armagnac, Bernardo VII, col quale se la disputava, nel 1415, prese possesso della contea di Bigorre, che gli sarà ufficialmente riconosciuta una decina d'anni dopo, il 19 novembre 1425, dal re di Francia Carlo VII.
Nel 1416, fu nominato dal re di Francia Carlo VI governatore del Delfinato.
Nel dicembre 1425, Giovanni ottenne la viscontea di Lautrec.
Nel 1434 fu nominato capitano generale per la Linguadoca, dove si insediò cacciando il principe di Orange, Luigi I, sostenitore del duca di Borgogna, Filippo il Buono.
Durante questo incarico dovette intervenire contro i cittadini di Avignone che si erano ribellati all'autorità di Papa Eugenio IV, dove suo fratello Pietro fu nominato legato pontificio.
Giovanni morì a Mazères, nella notte tra il 3 e il 4 maggio 1436, poco dopo il suo terzo matrimonio. Gli succedette il figlio primogenito, Gastone.

## Matrimoni e discendenza
Giovanni, in prime nozze, nel 1402, aveva sposato Giovanna di Navarra, figlia primogenita del re di Navarra, conte d'Évreux e duca di Nemours, Carlo III di Navarra detto il Nobile e di Eleonora Enriquez, figlia secondogenita del re di Castiglia e León, Enrico II di Trastamara e di Giovanna Manuele, figlia ultimogenita dello scrittore e uomo politico, Giovanni Manuele di Castiglia, duca di Penafiel (discendente di Ferdinando III di Castiglia, che era suo nonno; Giovanna morì nel 1413, senza dargli figli.
Giovanni si risposò nel 1422 con Giovanna d'Albret, figlia del Connestabile di Francia, Carlo I d'Albret Signore d'Albret e della moglie Maria Signora di Sully et di Craon; Giovanna gli diede due figli:
- Gastone, conte di Foix[15].
- Pietro, visconte di Lautrec[15].

Giovanni, dopo essere rimasto vedovo per la seconda volta, nel 1433, si risposò in terze nozze, nel 1436, con Giovanna d’Urgell, figlia del conte di Urgell, Giacomo II e di Isabella di Barcellona; il matrimonio però durò un solo mese, per la morte di Giovanni; Giovanna d’Urgell si sposò poi in seconde nozze con il conte Giovanni Raimondo Folch III de Cardona; Giovanna non gli diede figli.
Giovanni da alcune amanti di cui non si conoscono né i nomi né gli ascendenti ebbe quattro figli:
- Isabella
- Bernardo[15]
- Giovanni
- Pietro[15]